# Humacao
Humacao è una città di Porto Rico situata sulla costa orientale dell'isola. L'area comunale confina a nord con Nagüabo, a sud con Yabucoa e a ovest con Las Piedras. È bagnata a est dalle acque dello stretto di Vieques, che collega il Mar dei Caraibi con l'oceano Atlantico. Il comune, che fu fondato nel 1722, oggi conta una popolazione di 62 244 abitanti  ed è suddiviso in 11 circoscrizioni (barrios).